# Elbenia makilingae
Elbenia makilingae är en insektsart som beskrevs av Morgan Hebard 1922. Elbenia makilingae ingår i släktet Elbenia och familjen vårtbitare. Inga underarter finns listade i Catalogue of Life.